# Барон Гланаск

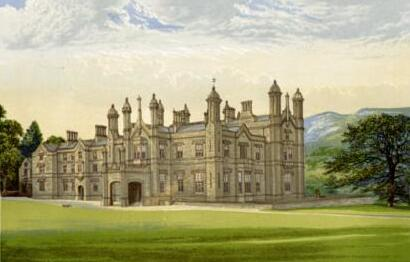
Гланаск-Парк, резиденция семьи Бейли

Барон Гланаск из Гланаск-Парка в графстве Брекнокшир — наследственный титул в системе Пэрства Соединенного Королевства. Он был создан 26 января 1899 года для сэра Джозефа Рассела Бейли, 2-го баронета (1840—1906), который ранее представлял в Палате общин Великобритании Херефордшир (1865—1885) и Херефорд (1886—1892) от консервативной партии. Также занимал пост лорда-лейтенанта Брекнокшира (1875—1905). Его сын, Джозеф Генри Рассел Бейли, 2-й барон Гланаск (1864—1928), и внук, Уилфред Рассел Бейли, 3-й барон Гланаск (1891—1948), служили в качестве лордов-лейтенантов Брекнокшира. Последнему наследовал его двоюродный брат, Дэвид Рассел Бейли, 4-й барон Гланаск (1917—1997). Он был сыном достопочтенного Герберта Кроушей Бейли, четвертого сына первого барона.
По состоянию на 2024 год носителем титула являлся его сын, Кристофер Рассел Бейли, 5-й барон Гланаск (род. 1942), который стал преемником своего отца в 1997 году.
Титул баронета Бейли из Гланаск-Парка в графстве Брекнокшир (Баронетство Соединенного Королевства) был создан 5 июля 1852 года для Джозефа Бейли (1783—1858), уэльского фабриканта, который заседал в Палате общин от Вустера (1835—1847) и Брекнокшира (1847—1858). Его преемником стал его внук, вышеупомянутый сэр Джозеф Рассел Бейли, 2-й баронет (1840—1906), который был возведен в звание пэра в 1899 году.

## Баронеты Бейли из Гланаск Парка (1852)
- 1852—1858: Сэр Джозеф Бейли, 1-й баронет[англ.] (21 января 1783 — 20 ноября 1858), старший сын Джона Бейли (1747—1813) из Уэйкфилда[1];
- 1858—1906: Сэр Джозеф Рассел Бейли, 2-й баронет (7 апреля 1840 — 6 января 1906), старший сын политика Джозефа Бейли (1812—1850), старшего сына 1-го баронета Бейли, барон Гланаск с 1899 года[2].

## Бароны Гланаск (1899)
- 1899—1906: Джозеф Рассел Бейли, 1-й барон Гланаск (7 апреля 1840 — 6 января 1906), старший сын политика Джозефа Бейли (1812—1850), старшего сына 1-го баронета Бейли[2];
- 1906—1928: Джозеф Генри Рассел Бейли, 2-й барон Гланаск (26 октября 1864 — 11 января 1928), старший сын предыдущего[3]
- 1928—1948: Уилфред Рассел Бейли, 3-й барон Гланаск (27 июня 1891 — 12 января 1948), старший сын предыдущего[4];
- 1948—1997: Дэвид Рассел Бейли, 4-й барон Гланаск (19 ноября 1917 — 28 июня 1997), единственный сын достопочтенного Герберта Кроушей Бейли (1871—1936), четвертого сына 1-го барона Гланаска, двоюродный брат предыдущего[5];
- 1997 — настоящее время: Кристофер Рассел Бейли, 5-й барон Гланаск (род. 18 марта 1942), единственный сын предыдущего[6];
  - Наследник титула: достопочтенный Чарльз Генри Бейли (род. 12 августа 1976), единственный сын предыдущего[7].